# Ohrazování

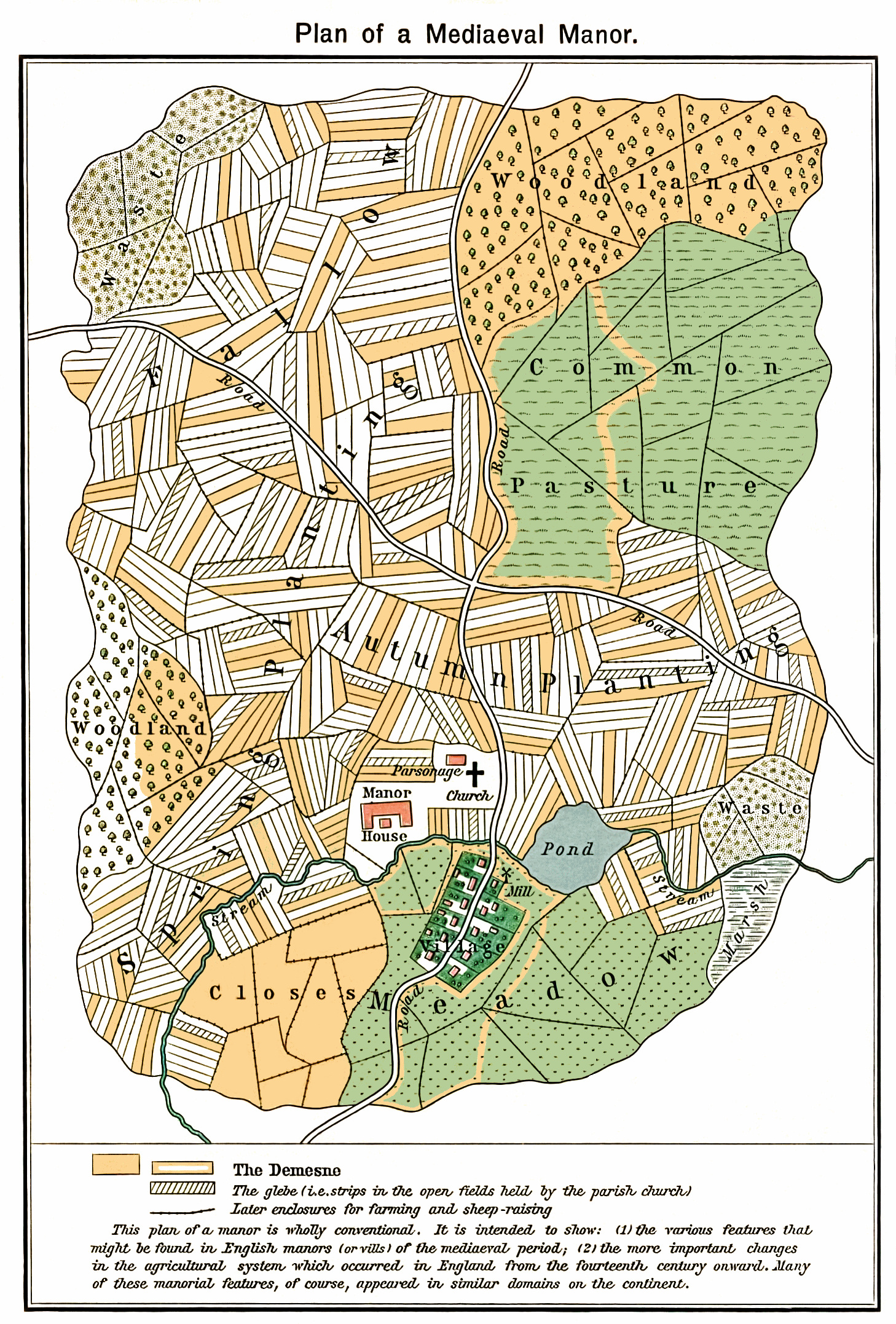
Středověké anglické panství, na severovýchodě zeleně vyznačena občinová půda – common pasture. Tu mohl obdělávat každý pro svou obživu.

Ohrazování je pojem popisující praxi zabírání občinové půdy v 15.–19. století v Anglii. Pojem používal zejména Karel Marx v Kapitálu a je klíčovým v jeho (pozdní) teorii vzniku kapitalismu.
Zpočátku byla velká část půdy v jakémsi nevlastnictví. Na této občinové půdě si obživu zajišťovali nejchudší rolníci. V Anglii v 15. a 16. století se praxe ohrazování, tedy přivlastňování této komunitní půdy, velmi rozšířila v důsledku zvýšené poptávky po anglické vlně v Nizozemsku. Velcí majitelé půdy zabrali velké plochy a malí rolníci ztratili možnost se uživit bez vlastnictví půdy (když ztratili možnost obdělat půdu občinovou), což vedlo k vylidnění řady venkovských oblastí. Stát to tehdy vnímal jako negativní jev a přijal proti této praxi zákony (1489, 1515, 1533). V 18. a 19. století, v důsledku populační exploze a potřeby potravin pro rychle rostoucí města však stát praxi ohrazování sám podporoval, protože velcí hospodáři dokázali půdu vytěžovat efektivněji – malí rolníci fungovali jen jako samozásobitelé, uživili maximálně sami sebe.
Marx ovšem viděl proces z opačného úhlu pohledu. Podle něj bohatí vlastníci půdy použili svou kontrolu nad „buržoazním státem“ k tomu, aby s posvěcením zákona zabrali vhodnou veřejnou půdu pro svůj soukromý prospěch. Tím vytvořili masu bezzemků, kteří pak museli opustit venkov a nahrnuli se do měst, kde jim nezbylo než prodávat svou práci jako námezdní dělníci. Tím se dal kapitalistický proces do pohybu.
Tento Marxův konspirační výklad, jak „třída vlastníků uloupila půdu, vytvořila vykořeněné masy, aby je pak mohla vykořistit“, odmítla řada historiků. W. A. Armstrong například upozornil, že mnozí příslušníci evropského rolnictva ohrazování vítali a podíleli se na něm, aby se vymanili z trvalé chudoby samozásobitelského zemědělství. Podle něj migrace venkovské chudiny do městských oblastí souvisela spíše s bezprecedentním růstem venkovské populace v 18. a 19. století. Systém samozásobitelského občinového zemědělství byl při tak masivním růstu populace neudržitelný a na ohrazené půdě se nemohlo formou námezdné práce uživit takové množství lidí – jejich nadbytek tlačil mzdy námezdních rolníků dolů a šance na vyšší mzdu ve městě nutně vzrostla.